# Linnéa Andersson
Linnéa Andersson, född 30 september 1998 i Eksjö, är en svensk ishockeyspelare som sedan 2022 spelar för Modo. Andersson har även medverkat i svenska landslaget och gjorde sin debut år 2018.